# Glen Affric
Pour les articles homonymes, voir Glen (homonymie).

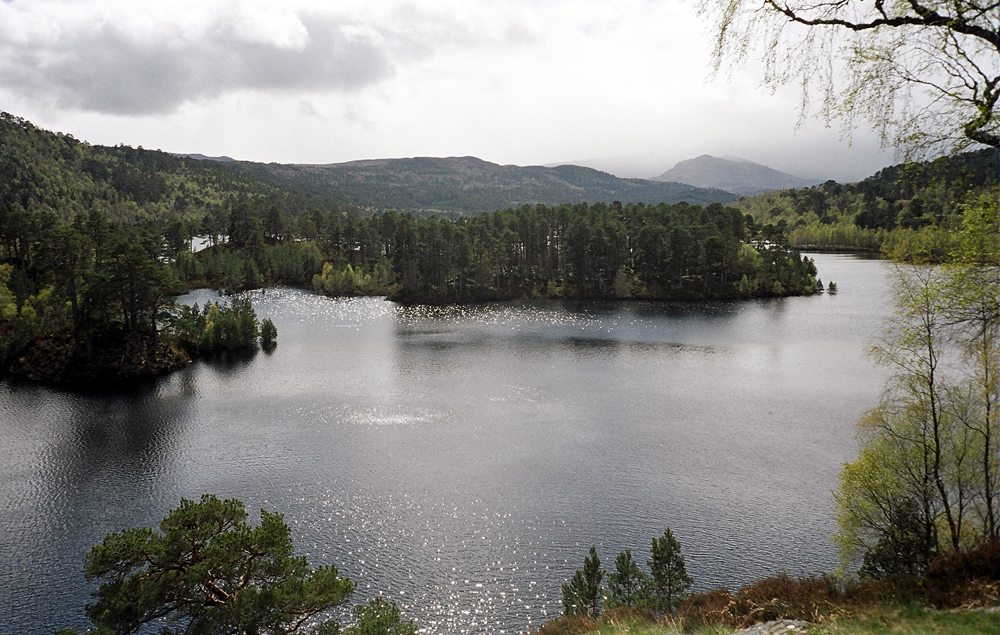
Glen Affric

Glen Affric (en gaélique écossais : Gleann Afaraig) est un glen au sud-ouest du village de Cannich dans les Highland en Écosse, à l'ouest de Loch Ness. La rivière Affric le suit sur toute sa longueur, traversant le loch Affric et le loch Beinn a' Mheadhoin (loch Benevean).
Il fut un temps une partie des terres du clan Chisholm.
La région forme une réserve de forêt calédonienne, une National Scenic Area et une réserve naturelle nationale. Souvent décrit comme le plus beau glen d'Écosse[réf. nécessaire], il abrite les plus anciennes traces de la forêt calédonienne, ainsi que des lochs, des landes et des montagnes.
Affric Lodge, maison construite pour la chasse, est située sur une péninsule du loch Affric, tandis que l'hôtel de la Scottish Youth Hostels Association est un peu plus loin que le glen à Alltbeithe.
Le glen est intégré au plan de production d'énergie hydroélectrique Affric/Beauly, géré par le North of Scotland Hydro-Electric Board. Le loch Mullardoch, dans le glen voisin, Glen Cannich, est condamné, et un tunnel de cinq kilomètres achemine l'eau au loch Benevean, qui a également été condamné. À partir de là, un autre tunnel achemine l'eau à la station de Fasnakyle près de Cannich.
La dernière piste de l'album Stepping into the Dark du musicien Chris Watson porte le titre The Forest Path. Meallan Ne Ceardaich, Glen Affric, Scotland et est enregistrée à Glen Affric.
Affric est aussi le troisième album (2012) de The Strathglass Trilogy, du fiddler Duncan Chisholm.
Le douzième roman de l'écrivaine Karine Giebel porte le titre Glen Affric.